# Vihtori Vesterinen

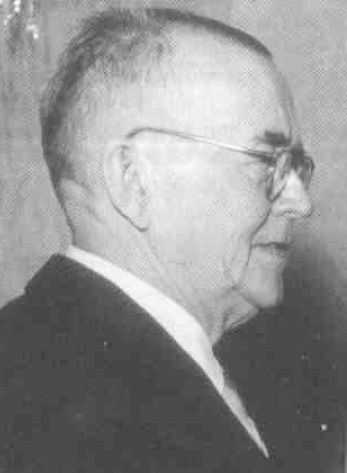
Vihtori Vesterinen

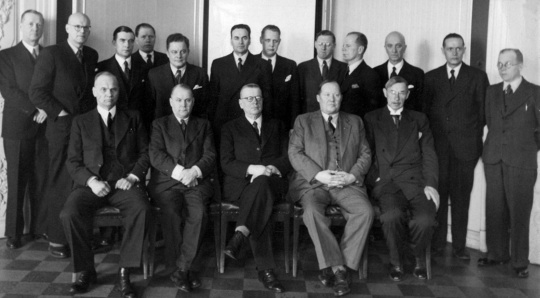
Das Kabinett Paasikivi III (1945).

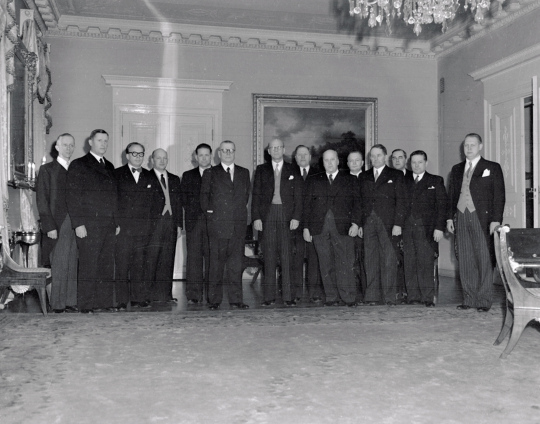
Kabinett Kekkonen I (1950)

Vihtori Vesterinen (* 27. Januar 1885 in Kivijärvi; † 28. Juni 1958 in Laukaa) war ein finnischer Landwirt und Politiker des Landbundes (Maalaisliitto), der zwischen 1919 und 1951 langjähriges Mitglied des Parlaments (Eduskunta) war. Er war Mitglied von acht Regierungen und unter anderem von 1945 bis 1948 Landwirtschaftsminister. Er war ein enger Vertrauter von Juho Kusti Paasikivi, der von 1944 bis 1946 Ministerpräsident sowie von 1946 bis 1956 Präsident der Republik Finnland war, und erhielt 1951 den Ehrentitel Ministeri.

## Leben

### Abgeordneter und stellvertretender Minister
Vihtori Vesterinen, Sohn des Landwirts Lauri Vesterinen und dessen Ehefrau Erikka Liukko, besuchte die Volkshochschule und war danach ebenfalls Landwirt in Laukaa. Bei der Parlamentswahl am 1. und am 3. März 1919 wurde er für den Landbund erstmals zum Mitglied des Parlaments (Eduskunta) gewählt und vertrat in diesem nach seinen darauf folgenden Wiederwahlen zwischen dem 1. April 1919 und dem 20. Juli 1951 32 Jahre lang den Wahlkreis Vaasa. Im Kabinett Tulenheimo übernahm er erstmals ein Regierungsamt und fungierte zwischen dem 31. März und dem 31. Dezember 1925 als Stellvertretender Landwirtschaftsminister (Apulaismaatalousministeri). Das Amt als Stellvertretender Landwirtschaftsminister übte er zwischen dem 31. Dezember 1925 und dem 13. Dezember 1926 auch im darauf folgenden Kabinett Kallio II sowie vom 17. Dezember 1927 bis 16. Oktober 1928 im Kabinett Sunila I aus.
Nachdem er mehrere Jahre keine Funktionen innerhalb der Regierung innegehabt hatte, übernahm er am 7. Oktober 1936 das Amt als Stellvertretender Minister für Verkehr und öffentliche Arbeiten (Kulkulaitosten ja yleisten töiden apulaisministeri) im Kabinett Kallio IV und bekleidete dieses bis zum 12. März 1937.

### Vizepräsident des Parlaments und Minister
Nach Ende des Zweiten Weltkrieges war Vihtori Vesterinen 1945 Zweiter Vizepräsident des Parlaments. Er war ein enger Vertrauter von Juho Kusti Paasikivi, der von 1944 bis 1946 Ministerpräsident sowie von 1946 bis 1956 Präsident der Republik Finnland war, und übernahm in dessen dritten Kabinett als Nachfolger von Kalle Jutila vom 9. November 1945 bis zum 26. März 1946 das Amt des Landwirtschaftsministers (Maatalousministeri). Er fungierte auch im darauf folgenden Kabinett Pekkala vom 26. März 1946 bis zum 29. Juli 1948 weiterhin als Landwirtschaftsminister.
Im Kabinett Kekkonen I übernahm Vesterinen am 17. März 1950 von Lauri Riikonen das Amt als Minister im Ministerium für soziale Angelegenheiten (Ministeri sosiaaliministeriössä) und übte dieses bis zum 17. Januar 1951 aus. Zugleich war er in diesem Kabinett zwischen dem 31. März 1950 und dem 17. Januar 1951 auch Minister im Ministerium für Verkehr und öffentliche Arbeiten (Ministeri kulkulaitosten ja yleisten töiden ministeriössä). Zuletzt übernahm er am 17. Januar 1951 im Kabinett Kekkonen II das Amt des Sozialministers (Sosiaaliministeri) und behielte diese Funktion bis zum 20. September 1951. Er gehörte acht Regierungen an und erhielt 1951 den Ehrentitel Ministeri.
Aus seiner 1906 geschlossenen Ehe mit Kaisa Kuukkanen gingen fünf Töchter und drei Söhne hervor, darunter Paavo Vesterinen (1918–1993), der zwischen 1975 und 1987 ebenfalls Mitglied des Parlaments war.

## Hintergrundliteratur
- Lasse Kangas: Vihtori Vesterinen. Keskisuomalainen vaikuttaja, Kirjayhtymä 1985
- Lasse Kangas: Vihtori Vesterinen. Paasikiven ministeri, Gummerus 1998